# John Machethe Muiruri
John Machethe Muiruri (10 ottobre 1979) è un ex calciatore keniota, di ruolo centrocampista.

## Carriera

### Club
Machethe Muiruri cominciò la carriera in Kenya, vestendo le maglie di Utali e Tusker. Passò poi ai belgi del Gent, dove militò per tre stagioni, e poi al Germinal Beerschot.
Nel 2005, si trasferì ai norvegesi del Moss, club militante in Adeccoligaen. Esordì in squadra il 13 agosto, sostituendo Alexander Forsberg nella sconfitta casalinga per 1-2 contro lo Hønefoss. Il 5 settembre dello stesso anno, segnò la prima rete, contribuendo al successo per 4-2 sul Follo. Alla fine del campionato 2010, la sua squadra retrocesse nella Fair Play Ligaen, ma Machethe Muiruri rimase in forza al Moss.

### Nazionale
Machethe Muiruri conta 23 presenze per il Kenya, con una rete all'attivo. Partecipò alla Coppa d'Africa 2004.

## Palmarès

### Club

#### Competizioni nazionali
- Campionato keniota: 2

Tusker: 1999, 2000